# Ju Song-il
Ju Song-il (Hamhung, 24 ottobre 1973) è un ex calciatore nordcoreano.